# 深谷村 (三重県)
深谷村（ふかやむら）は三重県桑名郡にあった村。現在の桑名市中心部の北北西、揖斐川の右岸、養老鉄道養老線・下深谷駅の周辺にあたる。

## 地理
- 河川：揖斐川、三砂川

## 歴史
- 1889年（明治22年）4月1日 - 町村制の施行により、上深谷部村・下深谷部村・今島村の区域をもって発足。
- 1955年（昭和30年）2月1日 - 桑名市に編入。同日深谷村廃止。

## 経済

### 産業
農業
『大日本篤農家名鑑』によれば深谷村の篤農家は、田中金蔵がいた。

## 交通

### 鉄道路線
- 近畿日本鉄道
  - 養老線（現・養老鉄道養老線）
    - 下深谷駅

### 道路
現在は旧村域に東名阪自動車道・桑名東インターチェンジの敷地の一部が所在するが、当時は未開通。